# (12219) Grigorʹev
(12219) Grigorʹev es un asteroide perteneciente al cinturón de asteroides, descubierto el 19 de septiembre de 1982 por la astrónoma soviética Liudmila Chernyj desde el Observatorio Astrofísico de Crimea.

## Designación y nombre
Designado provisionalmente como 1982 SC8. Fue nombrado Grigorʹev en honor a Mijaíl Grigórievich Grigóriev, director del cosmódromo Plesetsk.